# 호세 루이스 파니소
호세 루이스 로페스 파니소(스페인어: José Luis López Panizo; 1922년 2월 6일, 바스크 주 세스타오 ~ 1990년 2월 14일, 바스크 주 포르투갈레테)는 스페인의 전 축구 선수로, 현역 시절 미드필더로 활약했다.
그는 16년 동안 아틀레틱 빌바오 선수로 활약하며 413번의 공식 경기에 출전하여 179번 골망을 흔들었고, 7번의 주요 대회 우승을 경험했다.

## 클럽 경력
파니소는 비스카이아 도 세스타오 출신으로, 16세의 나이로 아틀레틱 빌바오의 유소년부에 입단했는데, 전 소속 구단은 바스크 이웃 세스타오로, 얼마 지나지 않아 1군에 올라가게 되었다. 그는 16년 동안 프로 선수로 활약하면서 326번의 라 리가 경기에 출전하여 136골을 기록했고, 이 중 7시즌 두 자릿수 득점을 올렸다. 1942-43 시즌, 아틀레틱이 2관왕을 달성할 당시, 그는 24번의 경기에서 12골을 넣었다.
33세의 파니소는 다른 평범한 바스크 구단인 인다우추로 이적하여 1년 뒤에 은퇴를 선언했다. 그는 포르투갈레테에서 68번째 생일을 맞이하고 8일 후 영면에 들었다.

## 국가대표팀 경력
파니소는 1946년 6월 23일, 0-1로 패한 아일랜드와의 마드리드에서 벌어진 친선경기에서 스페인 국가대표팀 신고식을 치렀다. 이어지는 7년 동안, 그는 13번 더 출전하여 2골을 기록했다.
파니소는 1950년 FIFA 월드컵에 스페인 선수단의 일원으로 참가해 4경기를 출전했는데, 스페인은 이 대회에서 결선 리그까지 올라가 4위의 성적을 냈다.

## 수상
- 라 리가: 1942–43
- 코파 델 헤네랄리시모: 1943, 1944, 1944–45, 1949–50
- 코파 에바 두아르테: 1950